# Kreisgericht Šilalė
Das Kreisgericht Šilalė (lit. Šilalės rajono apylinkės teismas) ist ein Kreisgericht mit vier Richtern in Litauen, in Šilalė. Das Gericht der zweiten Instanz ist das Bezirksgericht Klaipėda. Das zuständige Territorium ist die Rajongemeinde Šilalė. Im Gericht arbeiten vier Gerichtsverhandlungssekretärinnen, zwei Richtergehilfinnen, eine Büroleiterin, eine Gerichtsfinanzistin, eine Büro-Sekretäterin, eine Bürospezialistin, eine Archivarin, ein Informatiker und ein Leiter der Haushaltsabteilung. 
Adresse: Dvaro g. 9, LT-75133, Šilalė.

## Richter
- Gerichtspräsident: Osvaldas Briedis